# ناحیه حاسی بحبح
ناحیه حاسی بحبح (به عربی: دائرة حاسی بحبح) یک ناحیه در الجزایر است که در استان جلفه واقع شده‌است.